# 大埔水电站
大埔水电站位于中国广西壮族自治区柳城县县城大埔镇下游1.5千米处，是柳江规划的第八个梯级水电站。工程于1992年动工，2004年竣工。电站大坝为混凝土重力坝，坝高35.5米，溢流坝长314.2米。电站总装机容量9.04万千瓦，平均年发电量4.52亿千瓦时。电站水库库容5.78亿立方米，正常蓄水位93米时，水面面积23.17平方千米。